# Liste der denkmalgeschützten Objekte in Landl
Die Liste der denkmalgeschützten Objekte in Landl enthält die 32 denkmalgeschützten, unbeweglichen Objekte der Gemeinde Landl im steirischen Bezirk Liezen.

## Denkmäler
| Foto  |                 | Denkmal                                                                                      | Standort                                     | Beschreibung | Metadaten |
| ----- | --------------- | -------------------------------------------------------------------------------------------- | -------------------------------------------- | --- | --- |
| ja    | Datei hochladen | Zillerbauer-Kapelle HERIS-ID: 82011 Objekt-ID: 95813                                         | Gams bei Hieflau Standort KG: Gams           | | BDA-Hist.: Q38177406 Status: § 2a Stand der BDA-Liste: 2025-06-30 Name: Zillerbauer-Kapelle GstNr.: 183/2                                                                                       |
| ja    | Datei hochladen | Kath. Pfarrkirche hl. Joseph HERIS-ID: 51070 Objekt-ID: 56633                                | Gams bei Hieflau 3 Standort KG: Gams         | → Hauptartikel : Pfarrkirche Gams bei Hieflau f1 | BDA-Hist.: Q38043548 Status: § 2a Stand der BDA-Liste: 2025-06-30 Name: Kath. Pfarrkirche hl. Joseph GstNr.: .75/1 Pfarrkirche Gams bei Hieflau                                                 |
| ja    | Datei hochladen | Pfarrhof HERIS-ID: 81999 Objekt-ID: 95801                                                    | Gams bei Hieflau 3 Standort KG: Gams         | Der Pfarrhof schließt östlich an die Pfarrkirche unter einem gemeinsamen Walmdach an. | BDA-Hist.: Q38177395 Status: § 2a Stand der BDA-Liste: 2025-06-30 Name: Pfarrhof GstNr.: .75/2                                                                                                  |
| ja    | Datei hochladen | Bauernhaus, Krampl HERIS-ID: 41548 Objekt-ID: 42065                                          | Gams bei Hieflau 16a Standort KG: Gams       | | BDA-Hist.: Q38001636 Status: Bescheid Stand der BDA-Liste: 2025-06-30 Name: Bauernhaus, Krampl GstNr.: .111                                                                                     |
| ja    | Datei hochladen | Franz Kraus-Denkmal HERIS-ID: 82013 Objekt-ID: 95815                                         | Standort KG: Gams                            | Das Denkmal für den Höhlenforscher Franz Kraus befindet sich vor dem Eingang zu der von ihm erschlossenen Kraushöhle in der Nothklamm. | BDA-Hist.: Q38177417 Status: § 2a Stand der BDA-Liste: 2025-06-30 Name: Franz Kraus-Denkmal GstNr.: 722/3                                                                                       |
| ja    | Datei hochladen | Kriegerdenkmal und Freiplastik Maria Immaculata HERIS-ID: 74410 Objekt-ID: 87812             | bei Hauptstraße 13 Standort KG: Hieflau      | Die Immaculatastatue ist mit der Jahreszahl 1748 bezeichnet. | BDA-Hist.: Q38134623 Status: § 2a Stand der BDA-Liste: 2025-06-30 Name: Kriegerdenkmal und Freiplastik Maria Immaculata GstNr.: .168 War memorial Hieflau                                       |
| ja    | Datei hochladen | Volksschule mit straßenseitigem Zaun HERIS-ID: 74926 Objekt-ID: 88386                        | Hauptstraße 21 Standort KG: Hieflau          | | BDA-Hist.: Q38137470 Status: § 2a Stand der BDA-Liste: 2025-06-30 Name: Volksschule mit straßenseitigem Zaun GstNr.: .39 Volksschule Hieflau                                                    |
| ja    | Datei hochladen | Scheunenreihe HERIS-ID: 87332 Objekt-ID: 101729                                              | bei Hauptstraße 55 Standort KG: Hieflau      | | BDA-Hist.: Q37719581 Status: § 2a Stand der BDA-Liste: 2025-06-30 Name: Scheunenreihe GstNr.: .97/5 Scheunenreihe Hieflau                                                                       |
| ja    | Datei hochladen | Ruine der Zeugschmiede des Hieflauer Konglomeratsteinbruchs HERIS-ID: 47021 Objekt-ID: 49449 | Waag Standort KG: Hieflau                    | | BDA-Hist.: Q38025218 Status: Bescheid Stand der BDA-Liste: 2025-06-30 Name: Ruine der Zeugschmiede des Hieflauer Konglomeratsteinbruchs GstNr.: 200/1 Ruine der Zeugschmiede (Hieflau)          |
| ja    | Datei hochladen | Straßenbrücke HERIS-ID: 74939 Objekt-ID: 88400                                               | Standort KG: Hieflau                         | | BDA-Hist.: Q38137493 Status: § 2a Stand der BDA-Liste: 2025-06-30 Name: Straßenbrücke GstNr.: 517, 486/3 Straßenbrücke Hieflau                                                                  |
| ja    | Datei hochladen | Friedhof und Aufbahrungshalle HERIS-ID: 74943 Objekt-ID: 88404                               | Standort KG: Hieflau                         | | BDA-Hist.: Q38137505 Status: § 2a Stand der BDA-Liste: 2025-06-30 Name: Friedhof und Aufbahrungshalle GstNr.: 440/10, .20/2 Friedhof und Aufbahrungshalle Hieflau                               |
| ja    | Datei hochladen | Kruzifix HERIS-ID: 74944 Objekt-ID: 88405                                                    | Standort KG: Hieflau                         | | BDA-Hist.: Q38137514 Status: § 2a Stand der BDA-Liste: 2025-06-30 Name: Kruzifix GstNr.: 482/1 Kruzifix Hieflau                                                                                 |
| ja    | Datei hochladen | Reste des sog. Hieflauer Rechens HERIS-ID: 87335 Objekt-ID: 101733                           | Standort KG: Hieflau                         | Der Hieflauer Rechen wurde erstmals 1502 auf Anordnung Kaiser Maximilians gebaut, um auf der Enns abwärtstriftende geschlägerte Baumstämme aufzufangen. Nach mehreren Hochwässern, die den alten Rechen zerstört hatten, erteilte Erzherzog Karl 1574 den Auftrag, einen neuen Rechen zu bauen. Dieser war 252 Meter lang und 11 Meter breit, und es war ihm ein 25 Meter langer Nebenrechen vorgelagert. Mit Wasseraufzügen, die man mittels Wasserrad bzw. in wasserarmen Zeiten durch ein Drehkreuz betrieb, hob man die Hölzer an Land, zerkleinerte sie und baute daraus Holzkohlenmeiler – bis ins Jahr 1800 liegende, sog. Langmeiler, später stehende, sog. Rundmeiler. Die Holzkohle wurde in den Eisenerzer Blähhäusern und Radwerken zur Roheisenerzeugung genutzt, später auch in Hieflauer Hochöfen. Gegen Ende des 19. Jahrhunderts verlor die Holzkohle durch die Umstellung auf Koks an Bedeutung, im Jahr 1908 wurde der Oberbau des Holztriftrechens entfernt. | BDA-Hist.: Q37719601 Status: § 2a Stand der BDA-Liste: 2025-06-30 Name: Reste des sog. Hieflauer Rechens GstNr.: 517 Hieflauer Rechen                                                           |
| ja    | Datei hochladen | Meilenstein HERIS-ID: 87338 Objekt-ID: 101736                                                | Standort KG: Hieflau                         | Meilenstein aus dem 2. Viertel des 19. Jahrhunderts | BDA-Hist.: Q37719623 Status: § 2a Stand der BDA-Liste: 2025-06-30 Name: Meilenstein GstNr.: 1/27                                                                                                |
| ja    | Datei hochladen | Kath. Pfarrkirche hl. Johannes der Täufer HERIS-ID: 51525 Objekt-ID: 57196                   | Standort KG: Hieflau                         | Die Pfarrkirche hl. Johannes der Täufer wurde vor 1545 erbaut, 1616 geweiht und 1747 neu gebaut. Hieflau ist eine eigenständige Pfarre seit 1748, davor war sie eine Filiale von Eisenerz. Der Bau ist vierjochig mit Halbkreisschluss, innen Stichkappengewölbe auf Gurten. Die dreiachsige Westempore ruht auf Pfeilern und der Mittelteil schwingt nach vorne, die Brüstungsfelder mit klassizistischen Girlanden von Ende des 18. Jahrhunderts. Die Westfassade hat einen Giebel, Nischen und Schmiedeeisengitter aus dem Ende des 18. Jahrhunderts, die Tür ziert reiches Barockornament. Fassadenturm mit Zwiebelhelm. Der Hochaltar stammt aus der Zeit 1720/30, die Statuen der hll. Florian und Sebastian aus der 2. Hälfte des 19. Jahrhunderts, der Tabernakel aus dem Jahre 1893. Die barocken Statuen Immaculata, Schmerzhafte Maria, Ecce homo, Hll. Joseph und Johannes Nepomuk stammen aus dem 18. Jahrhundert, die barocken Bilder Mariä Verkündigung und hl. Johannes Cantius stammen aus der 2. Hälfte des 17. bzw. vom Ende des 18. Jahrhunderts. Der Kreuzweg ist in barocker Tradition gehalten, wurde jedoch erst im 19. Jahrhundert angefertigt. Die Glocke stammt aus dem Jahre 1545. Außen eine barocke Gruppe mit dem taufenden hl. Johannes und ein Rotmarmorwappengrabstein von Stephanus Weidinger († 1639). | BDA-Hist.: Q38045705 Status: § 2a Stand der BDA-Liste: 2025-06-30 Name: Kath. Pfarrkirche hl. Johannes der Täufer GstNr.: .20/1 Kath. Pfarrkirche hl. Johannes der Täufer, Hieflau              |
| ja    | Datei hochladen | Flur-/Wegkapelle Wandau HERIS-ID: 51526 Objekt-ID: 57197                                     | Standort KG: Hieflau                         | Die Wandau-Kapelle wurde 1854 erbaut, Flachtonnengewölbe mit einem Halbkreisschluss und im Westen einem Dachreiter. Der Altar folgt barocken Traditionen und die Statuen stammen aus dem 18. Jahrhundert. Die Glocke stammt aus dem Jahr 1696. | BDA-Hist.: Q38045717 Status: § 2a Stand der BDA-Liste: 2025-06-30 Name: Flur-/Wegkapelle Wandau GstNr.: .2/5 Kapelle Wandau (Hieflau)                                                           |
| ja    | Datei hochladen | Hackenschmiede mit Nischenkapelle HERIS-ID: 82114 Objekt-ID: 95922                           | Erb 21 Standort KG: Landl                    | | BDA-Hist.: Q38177676 Status: § 2a Stand der BDA-Liste: 2025-06-30 Name: Hackenschmiede mit Nischenkapelle GstNr.: .119, 835/2 Hackenschmiede Landl                                              |
| ja    | Datei hochladen | Kohlwaage HERIS-ID: 82116 Objekt-ID: 95924                                                   | gegenüber Großreifling 19 Standort KG: Landl | | BDA-Hist.: Q38177685 Status: § 2a Stand der BDA-Liste: 2025-06-30 Name: Kohlwaage GstNr.: .55 Kohlewaage Großreifling                                                                           |
| ja    | Datei hochladen | Arbeiter- /Personalwohnhaus HERIS-ID: 51484 Objekt-ID: 57142                                 | Großreifling 13 Standort KG: Landl           | Der hohe schmale Bau mit Schopfwalmdach war vermutlich ein ehemaliger Schüttkasten. | BDA-Hist.: Q38045365 Status: Bescheid Stand der BDA-Liste: 2025-06-30 Name: Arbeiter- /Personalwohnhaus GstNr.: 1004/8                                                                          |
| ja    | Datei hochladen | Kath. Filialkirche hl. Nikolaus und ehem. Friedhofsfläche HERIS-ID: 51485 Objekt-ID: 57143   | Großreifling 20 Standort KG: Landl           | Die Filialkirche hl. Nikolaus stammt aus dem Jahr 1507. Das zweijochig Schiff endet in einem gleich breiten Chor mit 5/8-Schluss. Die Decke besteht überall aus Schlingrippengewölbe, der im Schiff 6- und im Chor 8-teilige Stern endet ohne Konsolen in der Wand. Der spitzbogig eingedrehte Fronbogen besteht aus zwei gegeneinander gedrehten Stäben. Die Maßwerkfenster sind zweibahnig, die Westempore ruht auf einem Tonnengewölbe. Der in den Chor eingestellte schlanke Turm mit Zwiebelhelm stammt aus dem Jahre 1722. Der neugotische Hochaltar aus dem Jahre 1889 ist ein Ersatz für den spätgotischen, mit 1518 datierten und mit A. A. monogrammierten Flügelaltar, der sich im Landesmuseum Joanneum in Graz befindet. Die barocken Seitenaltäre mit Knorpelwerkornamenten sind mit 1664 und 1665 datiert und zeigen in den Altarblättern die hll. Barbara und Katharina (Ende 19. Jahrhundert). Die Positivorgel ist mit 1669 datiert und wurde 1970 restauriert. Die Ewiglichtampel stammt aus dem 1. Drittel des 18. Jahrhunderts. | BDA-Hist.: Q38045378 Status: § 2a Stand der BDA-Liste: 2025-06-30 Name: Kath. Filialkirche hl. Nikolaus und ehem. Friedhofsfläche GstNr.: .28/2, 1008/2 Filialkirche hl. Nikolaus Grossreifling |
| ja    | Datei hochladen | Alter Kasten HERIS-ID: 51486 Objekt-ID: 57144                                                | Großreifling 22 Standort KG: Landl           | Der Alte Kasten ist mit der Filialkirche Großreifling durch einen dreigeschoßigen, mit 1608 bezeichneten, Trakt verbunden, der auch Reste von Kratzputzornamenten zeigt. Der Kasten hat im Erdgeschoß eine gewölbte Durchfahrt. Das Gebäude selbst, das angeblich ursprünglich als Getreidekasten diente, ist ebenfalls dreigeschoßig, im Kern spätgotisch, und hat ein hohes Schopfwalmdach. Am Spitzbogenportal sind Steinmetzzeichen zu erkennen und darüber die Jahreszahlen 1529, 1608 und 1739, die Erker ruhen auf Kragsteinen und die Fenstergewände sind profiliert. | BDA-Hist.: Q38045393 Status: Bescheid Stand der BDA-Liste: 2025-06-30 Name: Alter Kasten GstNr.: .28/1 Alter Kasten, Großreifling                                                               |
| ja    | Datei hochladen | Wohnhaus, Alte Schule, Kitzmagengut HERIS-ID: 82139 Objekt-ID: 95950                         | Großreifling 38 Standort KG: Landl           | Auf einer am Haus angebrachten Tafel steht zu lesen: In diesem Haus, dem sogenannten Kitzmagengut, wohnte der berühmte Wasserbaumeister Hans von Gasteiger bis zu seinem Tod 1577. Er war der Erbauer des Großreiflinger Rechens in Großreifling und des Hieflauer Rechens und des Treppelweges von Hainbach bis Hieflau! | BDA-Hist.: Q38177715 Status: § 2a Stand der BDA-Liste: 2025-06-30 Name: Wohnhaus, Alte Schule, Kitzmagengut GstNr.: .59/1 Kitzmagengut Großreifling                                             |
| ja    | Datei hochladen | Ehem. Posthof HERIS-ID: 82095 Objekt-ID: 95900                                               | Großreifling 41 Standort KG: Landl           | Die Südfassade des ehemaligen Posthofs stammt aus der Zeit um 1600 und zeigt ornamentale Sgraffiti, über dem Portal gekuppelte Rundbogenfenster. | BDA-Hist.: Q38177644 Status: Bescheid Stand der BDA-Liste: 2025-06-30 Name: Ehem. Posthof GstNr.: .73/1 Posthof Großreifling                                                                    |
| ja    | Datei hochladen | Kreuzweg mit Kalvarienbergkapelle HERIS-ID: 82104 Objekt-ID: 95911                           | Kirchenlandl Standort KG: Landl              | Die Kalvarienbergkapelle wurde 1823 gemeinsam mit den einfachen Stationskapellen erbaut. Die Kapelle hat eine Flachtonne und eine offene Vorhalle. | BDA-Hist.: Q38177666 Status: § 2a Stand der BDA-Liste: 2025-06-30 Name: Kreuzweg mit Kalvarienbergkapelle GstNr.: 25/10 Kreuzweg Kirchenlandl                                                   |
| ja    | Datei hochladen | Kath. Pfarrkirche hl. Bartholomäus und Friedhof HERIS-ID: 51584 Objekt-ID: 57266             | Kirchenlandl 39 Standort KG: Landl           | Urkundlich wurde 1273 eine dem Stift Admont inkorporierte Vorgängerkirche genannt. Der spätgotische Kirchenbau mit einem mächtigen wehrhaften Westturm und bemerkenswerten Netzrippengewölben im Langhaus und Chor wurde 1523 geweiht. | BDA-Hist.: Q38046130 Status: § 2a Stand der BDA-Liste: 2025-06-30 Name: Kath. Pfarrkirche hl. Bartholomäus und Friedhof GstNr.: .143, 2/1 Pfarrkirche und Friedhof Kirchenlandl                 |
| ja    | Datei hochladen | Pfarrhof HERIS-ID: 51583 Objekt-ID: 57265                                                    | Kirchenlandl 41 Standort KG: Landl           | Der Pfarrhof stammt aus der Zeit um 1600. In einem gekuppelten Fenster Halbfigur Maria mit Kind um 1480/90 sowie ein Gemälde Herz Jesu, bezeichnet mit Barth. Altomonte fecit 1776, aetatis 76. | BDA-Hist.: Q38046119 Status: § 2a Stand der BDA-Liste: 2025-06-30 Name: Pfarrhof GstNr.: .144 Pfarrhof Kirchenlandl                                                                             |
| ja    | Datei hochladen | Annakapelle HERIS-ID: 82103 Objekt-ID: 95910                                                 | bei Kirchenlandl 107 Standort KG: Landl      | | BDA-Hist.: Q38177655 Status: § 2a Stand der BDA-Liste: 2025-06-30 Name: Annakapelle GstNr.: 1373/1 Annakapelle Kirchenlandl                                                                     |
| ja    | Datei hochladen | Ehem. Gewerkenschloss, Gasthaus Busenlechner HERIS-ID: 84007 Objekt-ID: 98067                | Lainbach 6 Standort KG: Landl                | Bei dem Gebäude handelt es sich um einen landschlossartigen Bau aus dem Jahre 1618 mit einem hohen Schopfwalmgiebel. Der nordseitig vorgestellte schlanke Uhrturm mit barockem Fassadendekor entstand nach 1700. In der Einfahrt Arkaden mit Steinsäulen. | BDA-Hist.: Q38181906 Status: Bescheid Stand der BDA-Liste: 2025-06-30 Name: Ehem. Gewerkenschloss, Gasthaus Busenlechner GstNr.: .278/2 Gasthaus Busenlechner Lainbach                          |
| ja    | Datei hochladen | Bauernhaus, Radstatthof HERIS-ID: 37256 Objekt-ID: 36348                                     | Mooslandl 31 Standort KG: Landl              | Der Radstatthof ist an seiner Rückseite mit 1594 datiert. Das zweigeschoßige Bauernhaus hat steinerne Fenstergewände und ein abgefastes Rundbogenportal, sowie allseitigen Sgraffitodekor an den Fensterumrahmungen, an den Ecken und in den horizontal gliedernden Ornamentbändern. Auf einer Informationstafel bei der Hofeinfahrt ist zu lesen: „Der älteste Bauernhof in Mooslandl ist der Radstatthof am Fuße des Radstatts, einer Anhöhe zwischen Mooslandl und Gams an der ehemaligen Proviantstraße nach Niederösterreich. Schon 1420 hatten die Besitzer das Recht, Wein auszuschenken und Fuhrleute zu beherbergen. Zum Radstatthof gehörte eine Alm im Schwabeltal, eine Schmiede, eine Wagnerei, ein Holzbezugs- und Fuhrrecht. Das Bauernhaus in seiner heutigen Form wurde 1135 erstmals urkundlich erwähnt und in den Jahren 1964/1965 und 1984 renoviert. Außen trägt der Bauernhof die typische Sgraffitomalerei von 1594 und dem 17. Jhdt. und zählt in dieser Art zu den bedeutendsten Bauten der gesamten Steiermark. Faszinierend sind die unsymmetrisch angeordneten, verschiedenen großen Fenster und eine Sonnenuhr.“ | BDA-Hist.: Q37974698 Status: Bescheid Stand der BDA-Liste: 2025-06-30 Name: Bauernhaus, Radstatthof GstNr.: .224/3 Radstatthof Mooslandl                                                        |
| ja BW | Datei hochladen | Kath. Pfarrkirche Allerheiligen mit Friedhof HERIS-ID: 82858 Objekt-ID: 96709                | Palfau Standort KG: Palfau                   | An der Stelle einer Kapelle aus dem 14. Jahrhundert wurde die heutige Pfarrkirche 1733 bis 1735 von einem Polier des Jakob Prandtauer erbaut. Die geschwungene Haube des Westturmes wurde von 1827 bis 1828 gebaut. Der Hochaltar aus 1735 zeigt ein Altarbild Allerheiligen, vermutlich von Johann Jakob Raunacher; der plastische Schmuck wie auch die Statuen Antonius von Padua und Johann Nepomuk stammen von Josef Thaddäus Stammel. Eine Glocke goss 1794 Bernhard Lissiak. | BDA-Hist.: Q38179423 Status: § 2a Stand der BDA-Liste: 2025-06-30 Name: Kath. Pfarrkirche Allerheiligen mit Friedhof GstNr.: .367, 707 Pfarrkirche Palfau                                       |
| ja    | Datei hochladen | Pfarrhof HERIS-ID: 51720 Objekt-ID: 57462                                                    | Palfau 24 Standort KG: Palfau                | Der zweigeschoßige Pfarrhof mit Walmdach wurde 1710 von Georg Kreyer gebaut. Das Bischofzimmer zeigt 1711. Es gibt ein Wappen von Abt Anselm. | BDA-Hist.: Q38047127 Status: § 2a Stand der BDA-Liste: 2025-06-30 Name: Pfarrhof GstNr.: .369                                                                                                   |
| ja    | Datei hochladen | Kreuzweg mit Grabkapelle HERIS-ID: 107149 Objekt-ID: 124430                                  | bei Palfau 24 Standort KG: Palfau            | Der Dehio nennt eine Dreifaltigkeitskapelle am Weg zur Kirche aus dem Ende des 17. Jahrhunderts. Schmiedeeisengitter. Barockes Gnadenstuhlrelief. Statuen Maria und Johannes der Täufer. | BDA-Hist.: Q37809533 Status: § 2a Stand der BDA-Liste: 2025-06-30 Name: Kreuzweg mit Grabkapelle GstNr.: 706                                                                                    |